# Francesco Righetti
Francesco Righetti (còn được biết đến là Francisco Righetti) là một kiến trúc sư người Thụy Sĩ, người đã phát triển hầu hết các công trình của mình ở Argentina, nơi sẽ trở thành nơi cư trú của ông.
Các công trình đáng chú ý nhất của ông bao gồm Tòa nhà Lập pháp của Salta và tháp chuông của Nhà thờ San Francisco cùng Nhà thờ Vine, là một trong những tháp chuông cao nhất ở Argentina, được thiết kế bởi người Đức Jose Enrique Rauch và công trình dẫn đầu Righetti. Ông cũng tham gia vào cuộc tu sửa gần đây nhất của Nhà thờ Salta và lên kế hoạch cho Plaza Gueme.

## Đời tư
Righetti đã kết hôn với Josefa Ferrini và có một cô con gái tên Albertina.
Ông qua đời ở Salta, Argentina vào năm 1917.